# Nikopol (Ukraine)
Nikopol (ukrainisch Нікополь; russisch Никополь) ist eine Großstadt in der Oblast Dnipropetrowsk im Süden der Ukraine. Nikopol ist Zentrum des gleichnamigen Rajons und hat etwa 43.000 Einwohner (2023). Die Hafenstadt, die in fünf Stadtteile unterteilt ist, befindet sich nördlich des Kachowkaer Stausees, der durch den Dnepr gespeist wird. Nikopol ist seit dem 19. Jahrhundert ein Zentrum der Manganförderung und -verhüttung.

## Geschichte
Eine kosakische Siedlung Nikitin Perevoz erhielt 1782 die Stadtrechte und wurde in Nikopol umbenannt. In Nikopol befindet sich das Grab des kosakischen Atamans Iwan Sirko. Seit Ende des 19. Jahrhunderts entwickelt sich Nikopol zu einem wichtigen Industriezentrum.

Im Zweiten Weltkrieg wurde Nikopol am 17. August 1941 nach dem Überfall auf die Sowjetunion von der deutschen Wehrmacht besetzt. Die zuvor von der Roten Armee bei ihrem Rückzug zerstörten Mangangruben und -hüttenwerke wurden, soweit möglich, repariert und wieder in Gang gesetzt. 1942 wurde so eine Manganerzförderung erreicht, die bei 120.000 Tonnen pro Monat lag und damit höher als zu Sowjetzeiten. Auch die Manganhütten wurden reaktiviert und erzeugten während der deutschen Besetzung rund 1.800 Tonnen reines Mangan. 1942/43 war die deutsche Rüstungs- und Stahlproduktion zu neunzig Prozent von den Lieferungen aus Nikopol abhängig.

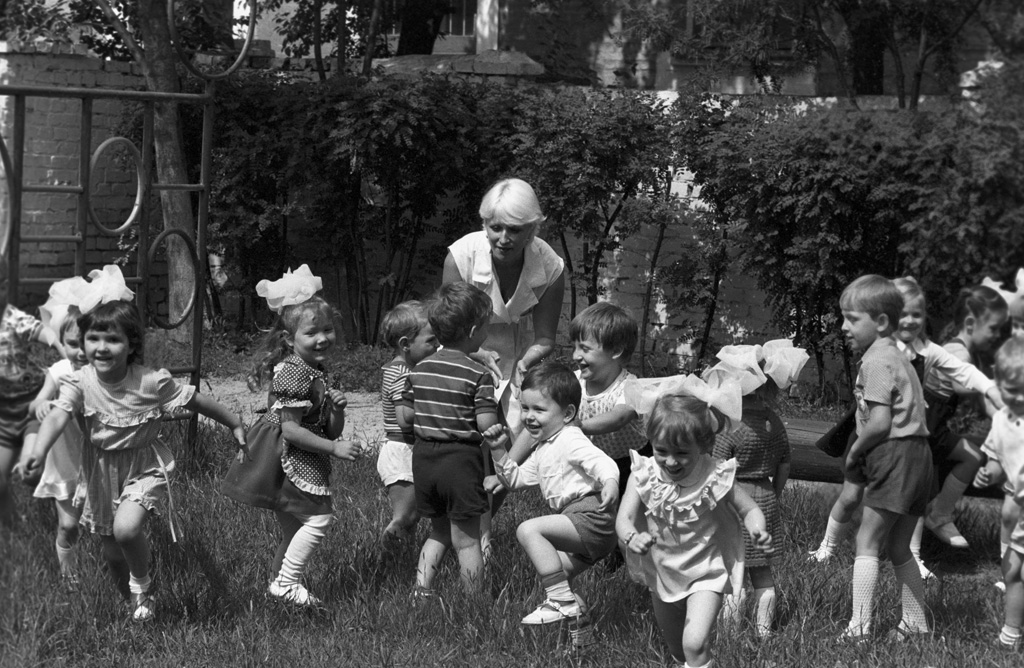
Betriebskindergarten (1985) in Nikopol

Wegen der Bedeutung des Ortes wurde er während der sowjetischen Sommeroffensive 1943 besonders heftig von den deutschen Truppen verteidigt. Als die Einkesselung drohte, musste General Schörner den verbliebenen Brückenkopf schließlich am 16. Februar 1944 räumen.
Seit Anfang des 19. Jahrhunderts wuchs Nikopol zu einer Industriestadt heran, dieser Status ging jedoch stark durch den Zerfall der Sowjetunion zurück, da durch eine schlechte Anbindung zu den umliegenden Großstädten, Korruption, Kriminalität und mangelnde Fachkraft viele Fabriken und Betriebe schließen mussten. Heute erlebt Nikopol wieder einen kleinen Aufschwung, da die Anbindung zu den Großstädten von 2020 bis 2022 erneuert wurde und wieder der Landtransport von Gütern, welcher essentiell für die Region ist, begünstigt wurde.
Mit Beginn der russischen Invasion im Jahr 2022 wurde Nikopol von in der Stadt Enerhodar befindlichen russischen Truppen unter Beschuss genommen. Bis Anfang August 2022 wurden in Nikopol 21 Menschen getötet, 45 verletzt, 11 Gebäude vollständig zerstört und 469 beschädigt. Die Hälfte der 100.000 Bewohner ist geflohen.

## Geographie

### Lage
Nikopol befindet sich 70 km südwestlich der Großstadt Saporischschja. Die Stadt wurde auf einem herausgehobenen Plateau auf einer Halbinsel des Kachowkaer Stausees errichtet. Auf der Ostseite Nikopols ist die Hochebene nur schwach ausgeprägt, während auf der Westseite Klippen zum Stausee angrenzen.

### Verwaltungsgliederung
Am 12. Juni 2020 wurde die Stadt zum Zentrum der neugegründeten Stadtgemeinde Nikopol (Нікопольська міська громада/Nikopolska miska hromada), bis dahin bildete sie in den gleichen Dimensionen die gleichnamige Stadtratsgemeinde Nikopol (Нікопольська міська рада/Nikopolska miska rada) unter Oblastverwaltung stehend im Süden des ihn umgebenden Rajons Nikopol.
Am 17. Juli 2020 kam es im Zuge einer großen Rajonsreform zum Anschluss des Rajonsgebietes an den Rajon Nikopol.

### Klima
In Nikopol herrscht humides mediterranes Klima (nach Köppen und Geiger Cfa). Die Wassertemperatur im Stausee liegt im Jahresdurchschnitt bei 11,30 °C, im Januar  bei 0,4 °C und im August bei 23,2 °C.
|                        | Jan  | Feb  | Mär  | Apr  | Mai  | Jun  | Jul  | Aug  | Sep  | Okt  | Nov | Dez  |   |      |
| Mittl. Temperatur (°C) | −2,2 | −1,3 | 3,3  | 10,6 | 17,7 | 22,0 | 24,4 | 24,0 | 17,9 | 10,9 | 4,9 | 0,5  | ⌀ | 11,1 |
| Mittl. Tagesmax. (°C)  | −0,1 | 1,5  | 6,9  | 14,7 | 21,8 | 25,8 | 28,4 | 28,2 | 21,6 | 13,9 | 7,1 | 2,3  | ⌀ | 14,4 |
| Mittl. Tagesmin. (°C)  | −4,5 | −4,2 | −0,1 | 6,5  | 13,4 | 17,8 | 20,2 | 19,8 | 14,4 | 8,1  | 2,9 | −1,5 | ⌀ | 7,8  |
|                        |      |      |      |      |      |      |      |      |      |      |     |      |   |      |
| Niederschlag (mm)      | 40   | 33   | 43   | 43   | 49   | 52   | 38   | 34   | 42   | 35   | 40  | 43   | Σ | 492  |
|                        |      |      |      |      |      |      |      |      |      |      |     |      |   |      |
| Sonnenstunden (h/d)    | 2,3  | 3,5  | 6,1  | 9,6  | 11,7 | 12,6 | 13,0 | 11,7 | 9,1  | 5,9  | 3,1 | 2,2  | ⌀ | 7,6  |
|                        |      |      |      |      |      |      |      |      |      |      |     |      |   |      |
| Regentage (d)          | 6    | 5    | 7    | 6    | 7    | 7    | 5    | 4    | 5    | 4    | 5   | 6    | Σ | 67   |
|                        |      |      |      |      |      |      |      |      |      |      |     |      |   |      |
| Wassertemperatur (°C)  | 0,4  | 0,2  | 1,7  | 8,8  | 17,5 | 21,9 | 24,0 | 23,2 | 17,9 | 11,8 | 5,9 | 1,7  | ⌀ | 11,3 |
|                        |      |      |      |      |      |      |      |      |      |      |     |      |   |      |
| Luftfeuchtigkeit (%)   | 85   | 82   | 77   | 69   | 62   | 60   | 59   | 56   | 64   | 73   | 83  | 84   | ⌀ | 71,1 |

| −4,5 |

| −4,2 |

| −0,1 |

| 6,5 |

| 13,4 |

| 17,8 |

| 20,2 |

| 19,8 |

| 14,4 |

| 8,1 |

| 2,9 |

| −1,5 |

| −4,5 |

| −4,2 |

| −0,1 |

| 6,5 |

| 13,4 |

| 17,8 |

| 20,2 |

| 19,8 |

| 14,4 |

| 8,1 |

| 2,9 |

| −1,5 |

## Städtepartnerschaften
- Tschiatura, Georgien
- Kotor, Montenegro
- Leverkusen, Deutschland

## Persönlichkeiten
- Matus Ruwimowitsch Bisnowat (1905–1977), sowjetischer Konstrukteur im Bereich Luftfahrt und Raketentechnik
- Anatolij Skorochod (1930–2011), Mathematiker
- Hryhorij Taran (* 1937), Hindernisläufer
- Peter Heydeck (1941–2016), ukrainisch-deutscher Maler
- Wladimir Komojedow (* 1950), russischer Politiker und Admiral
- Oksana Bulgakowa (* 1954), deutsche Professorin für Filmgeschichte und Filmanalyse
- Sergei Schawlo (* 1956), Fußballspieler, Fußballtrainer und Fußballmanager
- Georgi Schaiduko (1962–2023), russischer Segler
- Pawlo Jakowenko (* 1964), Fußballspieler und Fußballtrainer
- Olena Antonowa (* 1972), Diskuswerferin
- Roman Schtschurenko (* 1976), Weitspringer
- Oleksandr Ioisher (* 1986), Beachvolleyballspieler
- Aljona Schamotina (* 1995), Hammerwerferin